# Daniel Steiger
Daniel Steiger (Rickenbach, 21 agosto 1966) è un ex ciclista su strada svizzero, vinse una edizione del Trofeo Matteotti..
Venne selezionato per tre volte dalla nazionale svizzera per rappresentarla ai Campionati del mondo su strada

## Carriera
Corse per poche stagioni in squadre svizzere ed italiane. Al suo primo anno nella massima categoria chiuse al secondo posto il Tour de Suisse, perdendo la competizione per appena 30" dal connazionale Beat Breu. Mostrò in questa competizioni sia le sue buone qualità di cronoman sia di corridore resistente in salita, giungendo, tra l'altro terzo nella frazione contro il tempo vinta proprio da Breu. Inoltre, in questa prima annata fu sesto nella Firenze-Pistoia, vinta da Tony Rominger, corsa contro il tempo che si disputava in Toscana nel periodo di ottobre.
Nella stagione successiva conferò le sue doti mettendosi nuovamente in mostra nelle brevi corse a tappe. Concluse settimo l'impegnativa Tirreno-Adriatico ed i quarti posto al Giro di Puglia ed al Tour de Suisse sfiorando, in quest'ultima corsa, in diverse occasioni la vittoria di tappa, perdendo per pochi centesimi di secondo la quinta tappa, a cronometro, dall'olandese Erik Breukink. Alla Firenze-Pistoia chiuse secondo dietro il polacco Lech Piasecki.
Nel 1991 ottenne un sesto posto al Trofeo Laigueglia ad inizio stagione, e fu secondo nel prologo del Tour de Romandie dietro Pascal Richard nella prima parte di stagione. In estate venne battuto al campionato nazionale da Laurent Dufaux e finalmente poté alzare le braccia al cielo vincendo il Trofeo Matteotti.
Nel 1992 ottenne i migliori piazzamenti in Italia, fu terzo al Gran Premio di Larciano quinto alla Coppa Bernocchi e settimo alla Firenze-Pistoia. Partecipò anche al Giro d'Italia. Chiuse la carriera la stagione successiva.

## Palmarès
- 1985 (Dilettanti, una vittoria)

Classifica generale Tour du Jura
- 1988 (Dilettanti, dodici vittorie)

Campionati svizzeri, Corsa in salita
Leimental Rundfahrt
Rheinland-Pfalz Rundfahrt
1ª tappa, 1ª semitappa Littau-Glaubenberg (Littau > Glaubenberg, corsa in salita)
1ª tappa, 2ª semitappa Littau-Glaubenberg (Glaubenberg, cronoscalata)
Classifica generale Littau-Glaubenberg
3ª tappa Tour de Suisse Orientale (Jona > Brigels)
Classifica Generale Tour de Suisse Orientale
Prologo Circuit franco-belge (cronometro)
2ª tappa Giro del Ticino (Mezzovico > Airolo)
1ª tappa Grand Prix Tell (Luzern > Stansstad)
2ª tappa Grand Prix Tell (Andermatt > Sankt Moritz-Dorf)
- 1989 (Frank-Toyo, cinque vittorie)

1ª tappa, 1ª semitappa Grabs-Voralp (Corsa in salita)
1ª tappa, 2ª semitappa Grabs-Voralp (Cronosacalata)
Classifica generale Grabs-Voralp
1ª prova Trofeo dello Scalatore (Moena > Passo Pordoi)
3ª prova Trofeo dello Scalatore (Sondrio > Passo Gavia)
1ª tappa Grand Prix Tell (Kerns > Frutt, cronosacalata)
2ª tappa Grand Prix Tell (Kerns > Flims)
- 1991 (Jolly Componibili, una vittoria)

Trofeo Matteotti

### Altri successi
- 1988 (Dilettanti, una vittoria)

Prologo Tour de Suisse Orientale (Rorschach > Rorschach, cronosquadre)

## Piazzamenti

### Grandi giri
- Giro d'Italia

1992: 129º

### Classiche monumento
- Milano-Sanremo

1993: 116º
- Liegi-Bastogne-Liegi

1990: 91º

### Competizioni mondiali
- Campionati del mondo su strada

1989 - In linea: ?
1990 - In linea: ?
1992 - In linea: 89º
- Giochi olimpiciº

Seoul 1988 - In linea: 35º